# Kálium
A kálium (nyelvújításkori magyar nevén: hamany) a periódusos rendszer egyik kémiai eleme. Vegyjele K, rendszáma 19. Az I. főcsoportba, az alkálifémek közé tartozik. Elemi állapotban ezüstös színű, lágy, késsel vágható könnyűfém. Égetéskor a lángot fakóibolya színűre festi. Reakcióképessége nagy, a vízzel rendkívül heves reakcióba lép, a levegő oxigénjével érintkezve gyorsan oxidálódik, ezért inert (zárt) körülmények között kell tárolni (általában petróleum alatt).

## Története
Fémkáliumot először Humphry Davy állított elő 1807-ben, kálium-hidroxid (KOH akkori nevén kálilúg) olvadékának elektrolízisével. Az elemet is ő nevezte el a szóda és a hamuzsír arab nevéből. A németben és a skandináv nyelvekben használatos Kalium szó az arab al-kali (a hamu) főnévre vezethető vissza.
A kálium elem angol elnevezése a potassium a pot (edény) és ash (hamu) szavakból ered, amely a különböző káliumsók kinyerésének egy korai módszerére utal: az elégetett fa vagy falevelek hamujának cserépbe helyezése, víz hozzáadása, melegítés és az oldat elpárologtatása.

## Jellemzői

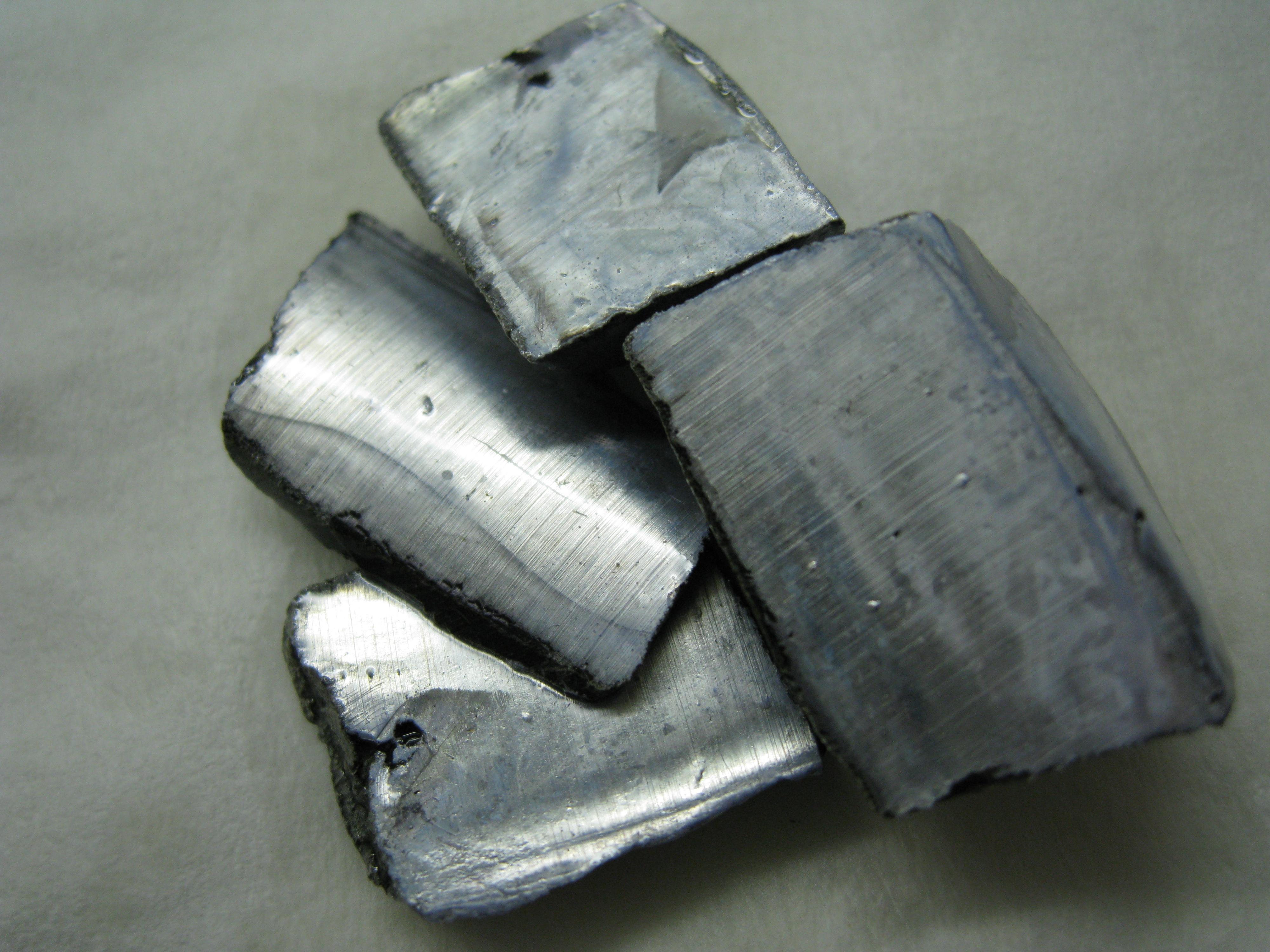
Kálium

### Fizikai jellemzői
Sűrűsége 0,89 g/cm³, tehát kisebb a vízénél, ezért fennmarad a víz felszínén. Könnyűfém, rácsa tércentrált köbös, ezért elég rossz a megmunkálhatósága, rideg, törékeny, de késsel vágható, puha.

### Kémiai tulajdonságai

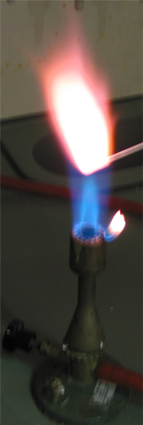
A kálium lángfestése

Oxigénnel közvetlenül KO2 kálium-szuperoxidot képez, de van K2O2 peroxidja és K2O oxidja is.
A hidrogénnel, mint más alacsony standardpotenciálú fémek, kálium-hidridet (KH) képez. Vízzel hevesen reagál, KOH és H2 gáz keletkezik, a reakció hevessége miatt a képződő hidrogén meggyullad. Savakkal nagyon heves exoterm reakcióban sók és hidrogéngáz fejlődik.
A lángot fakó ibolya színűre festi.

#### Reakciói
- vízzel:

{\displaystyle \mathrm {2\ K+2\ H_{2}O\rightarrow 2\ KOH+H_{2}} }
- reakciója oxigénnel: az égés során szuperoxid keletkezik, melyben az oxigén oxidációs száma −1/2:

{\displaystyle \mathrm {K+O_{2}\rightarrow KO_{2}} }
A kálium-szuperoxid narancssárga kristályos anyag. Szén-dioxid hatására nagy mennyiségű oxigén szabadul fel belőle:
{\displaystyle \mathrm {4\ KO_{2}+2\ CO_{2}\rightarrow 2\ K_{2}CO_{3}+3\ O_{2}} }

## Előfordulása, előállítása
A természetben elemi állapotban nagy reakciókészsége miatt nem fordul elő. A természetben sói találhatók (például KCl). Sói elektrolízisével állítható elő.

## Felhasználása
Műtrágyagyártás, pirotechnika, robbanóanyag-gyártás. A fémkálium elégetésével nyert kálium-szuperoxidot védőálarcok kisegítő oxigénforrásként használják.

## Élettani tulajdonságai
A szervezetben az ingerületátvitelben van elengedhetetlen szerepe a nátriummal együtt.
Ezen kívül fontos még az izomműködéshez, a sejtek energiaellátásában és a sav-bázis egyensúlyban.
Az emberi szervezetben körülbelül 150 gramm kálium található. Javasolt napi adagja 3,5 g. A szokásos élelmiszerek – elsősorban a növényi eredetűek – kielégítő mennyiségben tartalmazzák: banán (500 mg), burgonya (340 mg), szárított gyümölcs, paraj (526 mg), champignon gomba). A kálium főzővízbe jutásával az élelmiszer káliumtartalma csökken.
Hiánya ritkán alakul ki (például hányás, hasmenés esetén, vesebetegség, vizenyő esetén is), akkor izomgyengeség, szívműködési problémák léphetnek fel, és a vesék károsodhatnak.
Hasznos lehet a szívszélhüdés következtében kialakuló szívritmuszavar enyhítésére, az agyvérzés bekövetkeztének esélyének csökkentésére, a magas vérnyomás kiegyenlítésére.
Figyelmeztetés:
- Cukorbetegek szigorúan csak orvosi felügyelet mellett szedhetnek kálium-kiegészítőt.[5]
- A napi 17,6 g fölötti kálium-kiegészítés mérgezéses tüneteket okozhat.[5]
- 8-9 mmol/l szérum káliumkoncentráció felett kamrai tachycardia, kamrafibrilláció, szívmegállás következhet be.[6]

## Izotópjai
A káliumnak 24 ismert izotópja van. Ebből három fordul elő a természetben: 39K (93,3%), 40K (0,0117%) és 41K (6,7%). A 40K radioaktív, felezési ideje hosszú (1,25·109 év). 11,2% valószínűséggel stabil 40Ar-ra, 88,8% valószínűséggel stabil 40Ca-ra bomlik.

## Óvintézkedések
A fémkálium hevesen reagál vízzel, és felülete a levegőn másodpercek alatt oxidálódik, ezért petróleum alatt kell tárolni. Amikor a fémkálium felületéről az oxidálódott „kérget” késsel levágják, ügyelni kell, hogy azt ne nyomjuk bele a fémbe, mert a peroxidos-szuperoxidos réteg a fémmel robbanásszerű reakcióba léphet.